# Komórka Hadleya

Diagram ogólnej cyrkulacji atmosfery z zaznaczoną cyrkulacją Hadleya pomiędzy obszarami równikowymi a obszarami podzwrotnikowymi (0-30). Linią zielona zaznaczono strefę konwergencji wewnątrztropikalnej (ITCZ). Wiatry w górnej troposferze (na 12-15km) są od równika. Wiatry dolne w komórce Hadleya to wiatry pasatowe, które mają wschodnią (oprócz północnej) składową prędkości ze względu na siłę Coriolisa. Komórka Hadleya wymienia bezpośrednio ciepło pomiędzy tropikami i obszarami pozatropikalnymi (ekstratropikalnymi). Na rysunku zaznaczono też komórki średnich szerokości i komórki polarne, ale mają one inną strukturę niż komórka Hadleya – np. wymiana ciepła w komórce średnich szerokości odbywa się za pomocą układów niżowych (sztormy ekstratropikalne).

Komórka Hadleya – element wielkoskalowej tropikalnej cyrkulacji atmosferycznej. Cyrkulacja w komórce Hadleya umożliwia bezpośredni transport ciepła ze strefy równikowej do szerokości zwrotnikowych. Nazwa pochodzi od nazwiska George’a Hadleya.

## Ogólna struktura
Transport odbywa się poprzez ruchy wstępujące w atmosferze równikowej związane z silnym ogrzewaniem podłoża, a następnie transporcie powietrza w kierunku biegunów w górnych warstwach troposfery (na 12–18 km). Ponieważ całkowita masa powietrza w atmosferze nie zmienia się, to musi następować transport w kierunku równika przy powierzchni Ziemi (inaczej na równiku zabrakłoby powietrza). Te ruchy przypowierzchniowe nazywamy wiatrami pasatowymi. Przez wieki były wykorzystywane przez żaglowce. Z zasady zachowania masy wynika, że powietrze transportowane w górnych warstwach musi gdzieś osiadać i dzieje się tak w obszarach podzwrotnikowych. Osiadanie powietrza, czyli ruch zstępujący, jest związane z obszarami pustynnymi, brakiem chmur, lub chmurami stratocumulus nad oceanami. W obszarach równikowych wstępująca część komórki Hadleya związana jest często z głęboką konwekcją, burzami, i opadami. Ta część komórki Hadleya nazywa się wewnątrztropikalną strefą konwergencji (ang. intertropical convergence zone – ITCZ). Dodatkowym czynnikiem jest siła Coriolisa, która powoduje, że wiatry pasatowe wieją z północnego wschodu. Komórka Hadleya ma strukturę północno-południową wywołaną przez gradient temperatury, ale wiatry są modulowane przez siłę Coriolisa. Komórka Hadleya jest bezpośrednią odpowiedzią na różnice w ilości energii słonecznej dochodzącej do ziemi na równiku a obszarami oddalonymi od równika. Jednym z podstawowych pytań ogólnej dynamiki atmosfery jest dlaczego komórka Hadleya nie rozciąga się aż do obszarów biegunowych. Jednym z powodów jest to, że wymiana ciepła związana z układami frontalnymi jest bardziej efektywna w wymianie ciepła pomiędzy obszarami podzwrotnikowymi a obszarami biegunowymi. Cyrkulację Hadleya opisał na początku XVII wieku George Hadley, brytyjski prawnik i amator meteorolog. Hadley pierwszy zrozumiał rolę siły Coriolisa i wytłumaczył wschodnią składową wiatru w pasatach. Podobny opis dał John Dalton, wiele lat później.

## Sezonowe zachowanie komórki Hadleya
Tropikalna strefa konwergencji powietrza (ang. Intertropical Convergence Zone, w skrócie ITCZ) porusza się z ruchem słońca i jest przesunięta na północ w lecie, a na południe od równika w zimie. Istnieją sytuacje, w których ITCZ jest obserwowana po obu stronach równika. Ze strefą konwergencji związane są też cyklony tropikalne, oscylacje Maddena-Juliana, a nawet zjawisko monsunu. ITCZ nie jest jednorodną komórką i często ulega lokalnemu rozpadowi. Na zdjęciach satelitarnych nigdy nie obserwuje się jednorodnej struktury chmur rozłożonych równoleżnikowo, ale zdjęcia satelitarne uśrednione po miesiącu są bardziej zbliżone do idealnej komórki Hadleya.

## Struktura chmur w komórce Hadleya

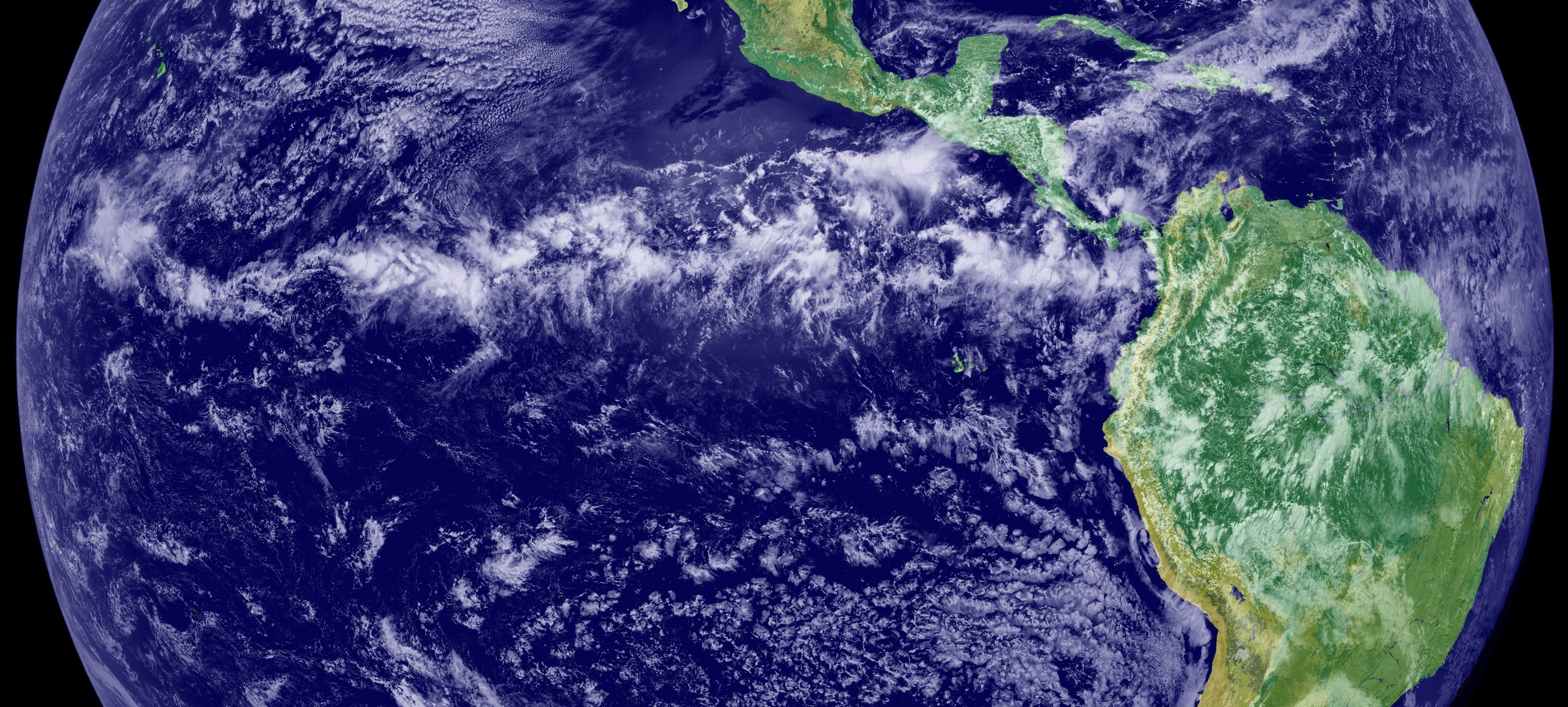
Dobrze widoczna strefa konwergencji równikowej. Widoczna na zdjęciu jako układ najbielszych (najwyższe wierzchołki) chmur. ITCZ to wstępująca część komórki Hadleya. Na północ, na górnym brzegu zdjęcia widoczny jest układ stratocumulusa (sporo ucięty).

W zstępującej części komórki Hadleya, w osiadającym powietrzu, tworzy się inwersja temperatury. Z tą inwersją związane są chmury stratocumulus, rozległe układy chmur obserwowane po wschodniej stronie oceanów. Inwersja osiadania w strefie podzwrotnikowej jest niska, około 2 km nad powierzchnią oceanu, i ta wysokość limituje wysokość stratocumulusa. Lecąc od strefy podzwrotnikowej, np. od 35N lub 35S, w stronę równika obserwowalibyśmy stopniowy wzrost inwersji i rozpad solidnych chmur stratocumulus na chmury o strukturze konwekcyjnej – chmury cumulus związane z wiatrami pasatowymi, dolatując do równika obserwator zobaczy coraz głębszą konwekcję obszaru konwergencji wewnątrztropikalnej, czyli chmury cumulonimbus lub cumulus congestus.
Południowo-północna komórka Hadleya nie jest jedyną komórką w atmosferze tropikalnej. Inną cyrkulacją jest nałożona na komórkę Hadleya komórka zonalna (wschód-zachód), nazywana też komórką Walkera.

## El Niño
Wiatry pasatowe wiejące z północnego wschodu na półkuli północnej i z południowego wschodu na półkuli południowej powodują, że na zachodnim Pacyfiku w obszarach równikowych spiętrza się woda. Jest to jeden z niezbędnych prekursorów zjawiska El Nino, które wobec tego zależy od cyrkulacji Hadleya. Jednak El Nino jest przykładem, że komórka Hadleya jest tylko wyidealizowanym opisem, a sezonalne, wewnątrzsezonalne, i pomiędzyletnie zmiany w jej strukturze są znaczące.